# Deseronto
Deseronto es un pueblo canadiense situado en la provincia de Ontario.

## Superficie
Deseronto tiene una superficie de 2,52 km².

## Demografía
En 2021, tenía 1747 habitantes, una densidad poblacional de 693,5 hab./km², y 803 viviendas.